# ボノニア (小惑星)
ボノニア (361 Bononia) は、小惑星帯にある比較的大きな小惑星。D型小惑星に分類され、ケイ酸塩、炭素化合物と無水ケイ酸塩からできていると考えられる。ヒルダ群に属する。
1893年3月11日にオーギュスト・シャルロワがニースで発見し、イタリアのボローニャやフランスのブローニュ＝シュル＝メールのラテン語名にちなんで名づけられた。